# (8107) 1995 BR4
1995 بي أر 4 (ويعرف أيضًا باسم (8107) 1995 بي أر 4 وفق تسمية الكوكب الصغير) (بالإنجليزية: 1995 BR4)‏ هو كويكب ضمن حزام الكويكبات؛ وترتيبه 8107 من حيث الاكتشاف.
اكتُشف هذا الجُرم الفلكي بواسطة تاكيشي أوراتا ‏ في 31 يناير 1995.

## وصلات خارجية
- (8107) 1995 BR4 في قاعدة بيانات مختبر الدفع النفاث لأجرام النظام الشمسي الصغيرة

- الاكتشاف · مخطط المدار ·  العناصر المدارية · المعلمات المادية

- (8107) 1995 BR4 على موقع ويكي سكاي: DSS2, SDSS, GALEX, IRAS, Hydrogen α, X-Ray, Astrophoto, Sky Map, Articles and images